# 214819 Gianotti
214819 Gianotti è un asteroide della fascia principale. Scoperto nel 2006, presenta un'orbita caratterizzata da un semiasse maggiore pari a 3,0913594 UA e da un'eccentricità di 0,0598103, inclinata di 16,56823° rispetto all'eclittica.
L'asteroide è dedicato a Fabiola Gianotti, fisica scopritrice con altri del bosone di Higgs .